# Cesare Procaccini
Cesare Procaccini (Matelica, 17 gennaio 1953) è un politico e operaio italiano, segretario nazionale del Partito dei Comunisti Italiani dal 2013 e poi del Partito Comunista d'Italia dal 2014 fino al 2016.

## Biografia
È stato consigliere provinciale del Partito Comunista Italiano maceratese dal 1980 al 1985, sindaco di Esanatoglia dal 1985 al 1993, per tre legislature consigliere regionale nelle Marche e segretario generale del partito nella sua regione. Dopo lo scioglimento del PCI, militò in Rifondazione Comunista fino al 1998, anno in cui aderì al Partito dei Comunisti Italiani passando al Gruppo Comunista in Regione. Tra il 1995 e il 2000 è anche stato vicepresidente del Consiglio regionale marchigiano. È sempre stato inserito nella terza Commissione (Attività produttive, Problemi del lavoro, Emigrazione, Agricoltura e foreste, Cooperazione, Industria, Artigianato, Commercio, Turismo e industria alberghiera, Acque minerali e termali, Formazione professionale, Caccia e Pesca), anche se nella legislatura tra il 2005 ed il 2010, è stato componente della V (Sanità).
È stato anche candidato per la Camera dei deputati alle elezioni politiche del 2006 con i Comunisti Italiani nella Circoscrizione Marche senza essere eletto.
Il 21 luglio 2013 viene nominato segretario generale del PdCI dal comitato centrale al 7º congresso (straordinario) del partito, tenutosi a Chianciano Terme. Il nuovo segretario succede ad Oliviero Diliberto.
Dopo lo scioglimento del PdCI e la nascita del Partito Comunista d'Italia, avvenuti il 23 novembre 2014, Procaccini diviene segretario del neonato partito e mantiene l'incarico finché il PCdI confluisce, nel 2016, nel Partito Comunista Italiano.
Poco dopo è eletto segretario provinciale del PCI di Macerata e presidente del Comitato Regionale del PCI delle Marche.